# Asunción Martínez Bara
María de la Asunción Martínez Bara (Parroquia de Santo Domingo en Huesca, 1904-Huesca, 27 de febrero de 1959) fue una bibliotecaria e investigadora española. En sus inicios, trabajó en la Biblioteca Nacional de España (1930) y posteriormente dirigió la Biblioteca Pública de Huesca, el Archivo Histórico Provincial de Huesca y el Archivo de la Delegación de Hacienda (1949-1959).

## Trayectoria
Natural de Huesca, Martínez era hija de Elvira Bara y Mariano Martínez Jarabo, catedrático del Instituto de Huesca, director durante algunos años del periódico El Diario de Huesca y alcalde de Huesca. Martínez fue una de las pocas alumnas del Instituto de Huesca en los primeros años del siglo XX, donde obtuvo unas calificaciones altas. Estudió la Licenciatura de Letras en la Universidad de Zaragoza, siendo una de las dos únicas licenciadas en 1923 junto a María Pilar Suñé Jordá.
En 1930, opositó y consiguió acceder al Cuerpo Facultativo de Archiveros, Bibliotecarios y Arqueólogos. Ese mismo año, se trasladó a Madrid para trabajar en la Biblioteca Nacional de España.
Durante la dictadura franquista, al igual que algunas de sus compañeras, como Luisa Cuesta Gutiérrez, Consuelo Vaca, Hortensia Lo Cascio o Teresa Mª Vaamonde, Martínez fue inhabilitada para puestos directivos, incapacitada para solicitar puestos vacantes durante 5 años y trasladada forzosamente a otros centros. Todo esto se produjo debido a su afiliación a sindicatos de izquierda y por sus colaboraciones con el filólogo y ensayista Tomás Navarro Tomás y la lexicógrafa María Moliner durante la etapa republicana. También fue desterrada a la biblioteca del Museo Numantino en Soria en 1939.
Una vez en Soria, Martínez ocupó la Dirección de la Biblioteca Pública y del Museo Numantino desde 1939 y hasta 1946. En Soria, consiguió que el Museo Celtibérico volviera a abrir sus salas al público, desde el 29 de septiembre de 1941.
El 30 de noviembre de 1949, consiguió como destino definitivo Huesca y asumió la dirección de la Biblioteca Pública, el Archivo Histórico Provincial y el Archivo de la Delegación de Hacienda de Huesca, cargo que desempeñó hasta su muerte en 1959. En Huesca, fundó además el Centro Coordinador de Bibliotecas, organismo desde el que creó una amplia red de bibliotecas y servicios de lectura en la provincia. También formó parte del grupo de fundadores del Instituto de Estudios Oscenses, y allí investigó y elaboró, entre otras publicaciones, diferentes textos pedagógicos para los seminarios de Historia y Arte.
Además de todos estos trabajos, Martínez también publicó varios artículos en Argensola: Revista de Ciencias Sociales del Instituto de Estudios Altoaragoneses durante la década de 1950.
Martínez falleció en Huesca el 27 de febrero de 1959. Su inesperada muerte llegó teniendo manuscritos y colecciones pendientes en el Centro de Estudios Oscenses y bajo su dirección la Biblioteca Pública del Estado de Huesca. A su fallecimiento, Federico Balaguer le dedicó un artículo en la revista Argensola, en la que Martínez había publicado sus artículos, dejándola como un icono en el campo bibliotecario y de la investigación.

## Publicaciones
- 1950 - El Archivo Histórico Provincial. Argensola: Revista de Ciencias Sociales del Instituto de Estudios Altoaragoneses, ISSN 0518-4088, Nº 4, págs. 363-368.[9]
- 1950 - La Biblioteca Pública Provincial. Argensola: Revista de Ciencias Sociales del Instituto de Estudios Altoaragoneses Nº 1: 83-86.[10]
- 1951 - El libro, la biblioteca, el bibliotecario. Argensola: Revista de Ciencias Sociales del Instituto de Estudios Altoaragoneses, ISSN 0518-4088, Nº 7, págs. 279-286.[11]
- 1953 - Prensa y periodismo. Argensola: Revista de Ciencias Sociales del Instituto de Estudios Altoaragoneses, ISSN 0518-4088, Nº 14, págs. 121-138.[12]
- 1956 - La mujer y el libro. Argensola: Revista de Ciencias Sociales del Instituto de Estudios Altoaragoneses, ISSN 0518-4088, Nº 25, págs. 83-92.[13]